# Peraeospinosus pushkini
Peraeospinosus pushkini är en kräftdjursart som först beskrevs av Ludmila Tzareva 1982.  Peraeospinosus pushkini ingår i släktet Peraeospinosus och familjen Nototanaidae. Inga underarter finns listade i Catalogue of Life.